# Moneygall
Moneygall (Iers: Muine Gall) is een plaats in het Ierse graafschap County Offaly. De plaats telt 300 inwoners.

Een voorouder van de tot president van de Verenigde Staten gekozen Barack Obama kwam uit dit dorp.

## Obama
In 1850 emigreerde Falmout Kearney (1832-1878) naar Amerika, hij was de zoon van Joseph Kearney die in Moneygall schoenmaker was. Falmout Kearney was de vader van Mary Ann Kearney (1869-1936), grootvader van Ralph Waldo Emerson Dunham, Sr. (1894-1970), overgrootvader van Stanley Armour Dunham (1918-1992) en betovergrootvader van Stanley Ann Dunham (1942-1995). Deze laatste was de moeder van president Obama.
Op 23 mei 2011 kwam Obama naar het dorp van zijn voorvader. Na de ontvangst had hij er een ontmoeting met verre familieleden en bezocht er een pub.

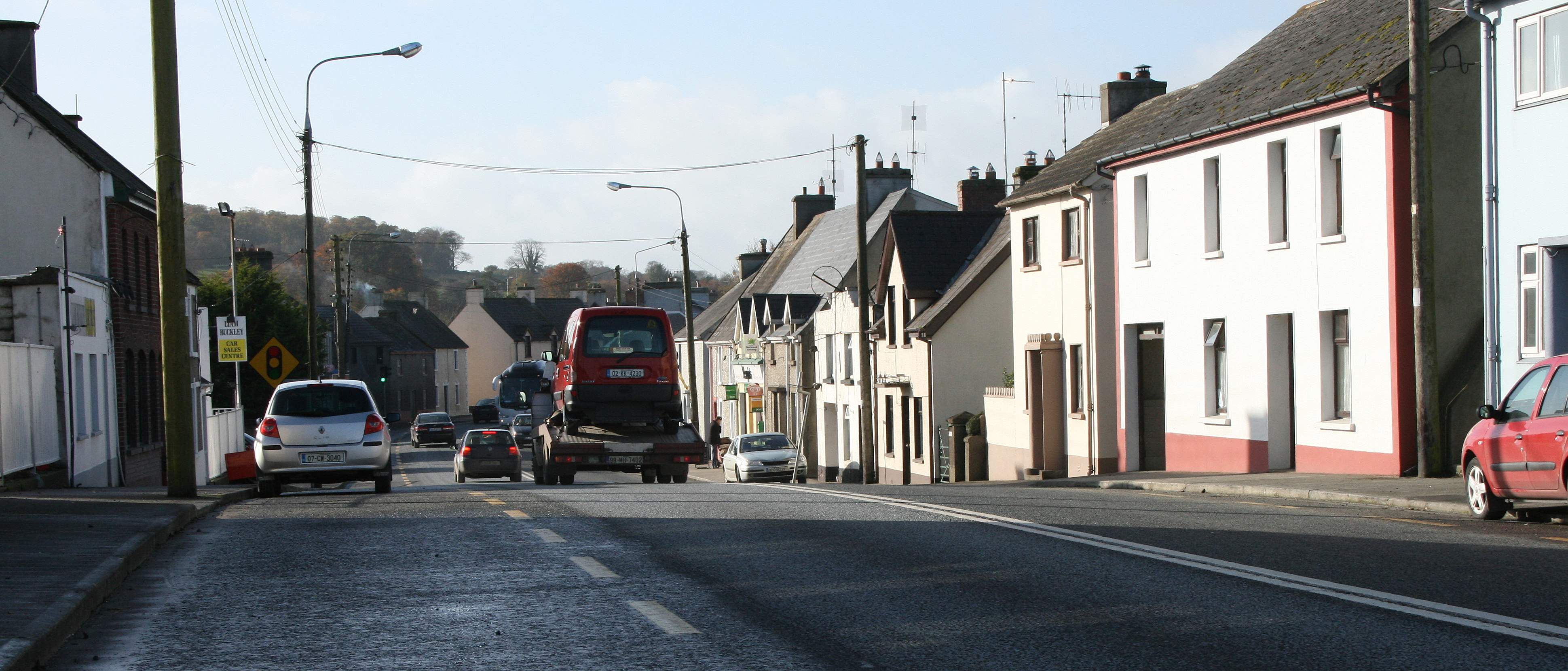
Moneygall
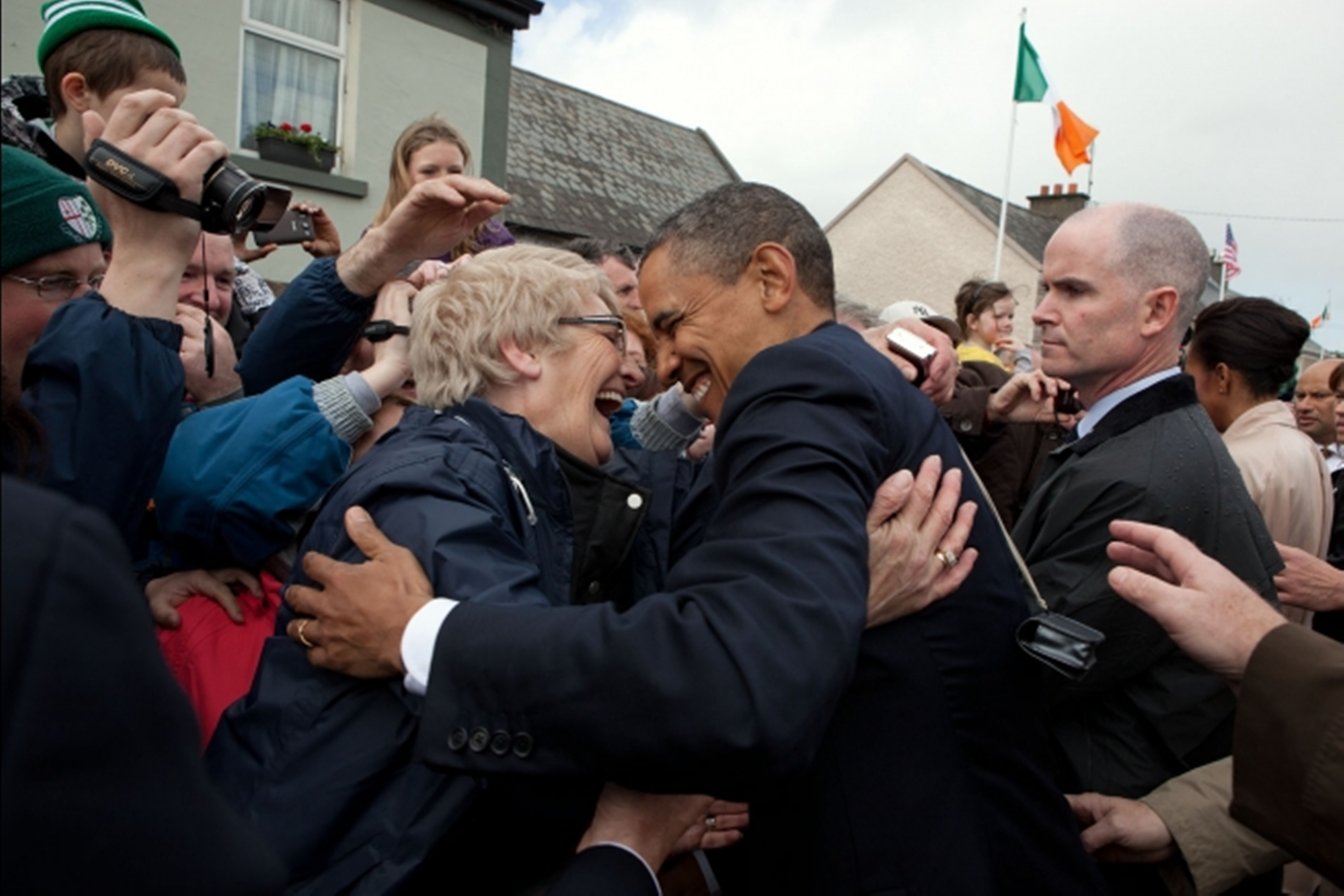
Barack Obama in Moneygall
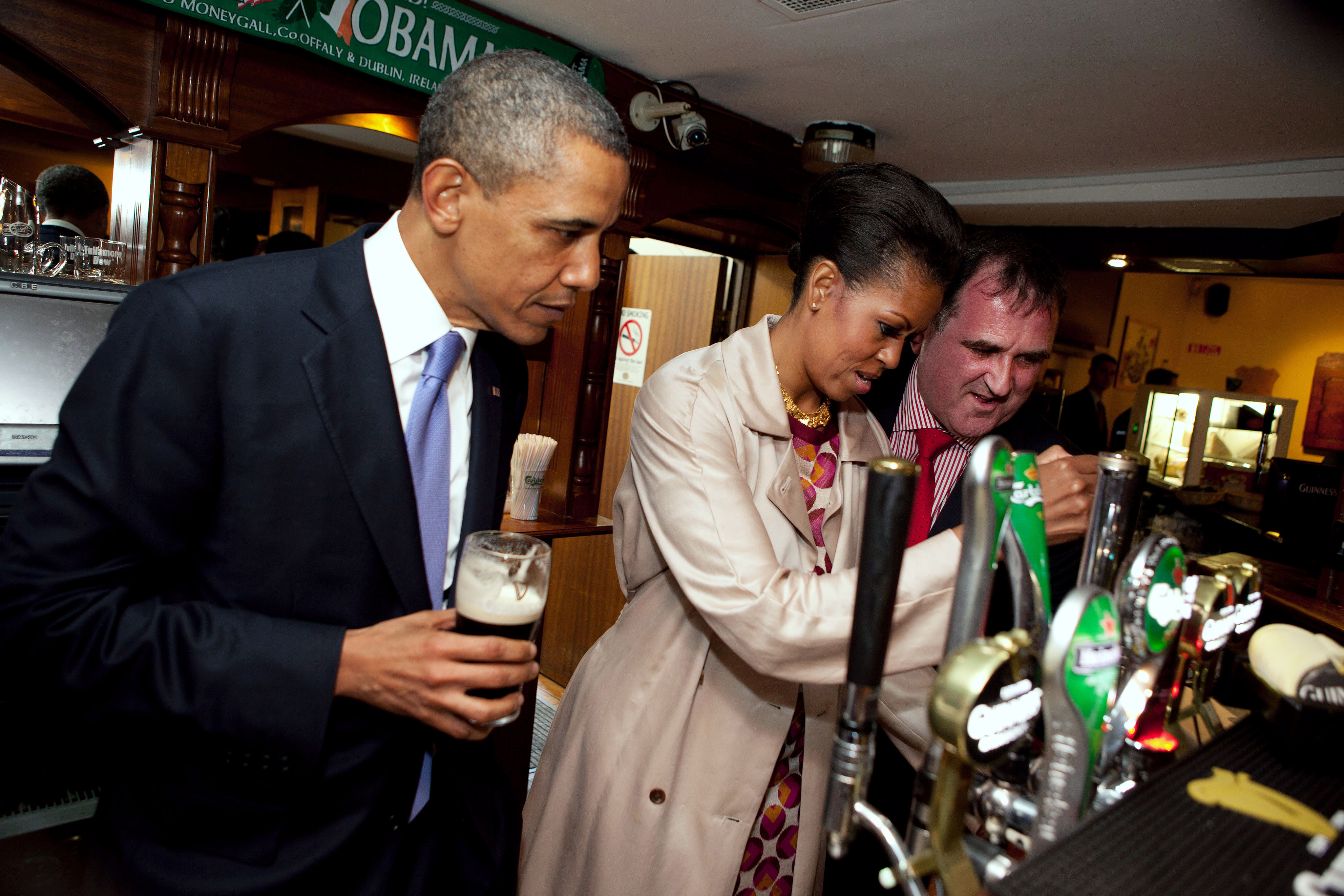
Michelle Obama schenkt een stout